# Cize (Ain)
Cize ist eine französische Gemeinde mit 175 Einwohnern (Stand 1. Januar 2022) im Département Ain in der Région Auvergne-Rhône-Alpes. Sie gehört zum Arrondissement Bourg-en-Bresse und zum Kanton Saint-Étienne-du-Bois.

## Geographie
Die Gemeinde liegt an einer markanten Flussschleife des Ain am Südende der Schlucht Gorges de l’Ain und in den südwestlichsten Ausläufern des Jura, rund 20 Kilometer östlich der Stadt Bourg-en-Bresse.
Nachbargemeinden sind Corveissiat im Norden, Sonthonnax-la-Montagne im Nordosten, Bolozon im  Osten, Grand-Corent im Süden und Simandre-sur-Suran im Westen.

## Bevölkerungsentwicklung
| Jahr                       | 1962 | 1968 | 1975 | 1982 | 1990 | 1999 | 2009 | 2020 |
| Einwohner                  | 136  | 126  | 128  | 108  | 112  | 127  | 167  | 176  |
| Quellen: Cassini und INSEE |      |      |      |      |      |      |      |      |

## Verkehrsanbindung
Im nordwestlichen Gemeindegebiet befindet sich eine enge Flussschleife, über die – weitgehend unterirdisch – eine Bahnstrecke verläuft und mit dem Viaduc de Cize-Bolozon den Ain überspannt. Diese Bahnstrecke wurde von 2005 bis 2010 für den TGV-Verkehr von Paris nach Genf modernisiert. Östlich des Viadukts befindet sich der Bahnhof Cize-Bolozon an dem TER-Züge halten. Der Bahnhof besteht aus zwei Gleisen an einem Mittelbahnsteig, sodass sich Züge kreuzen können.

## Sehenswürdigkeiten

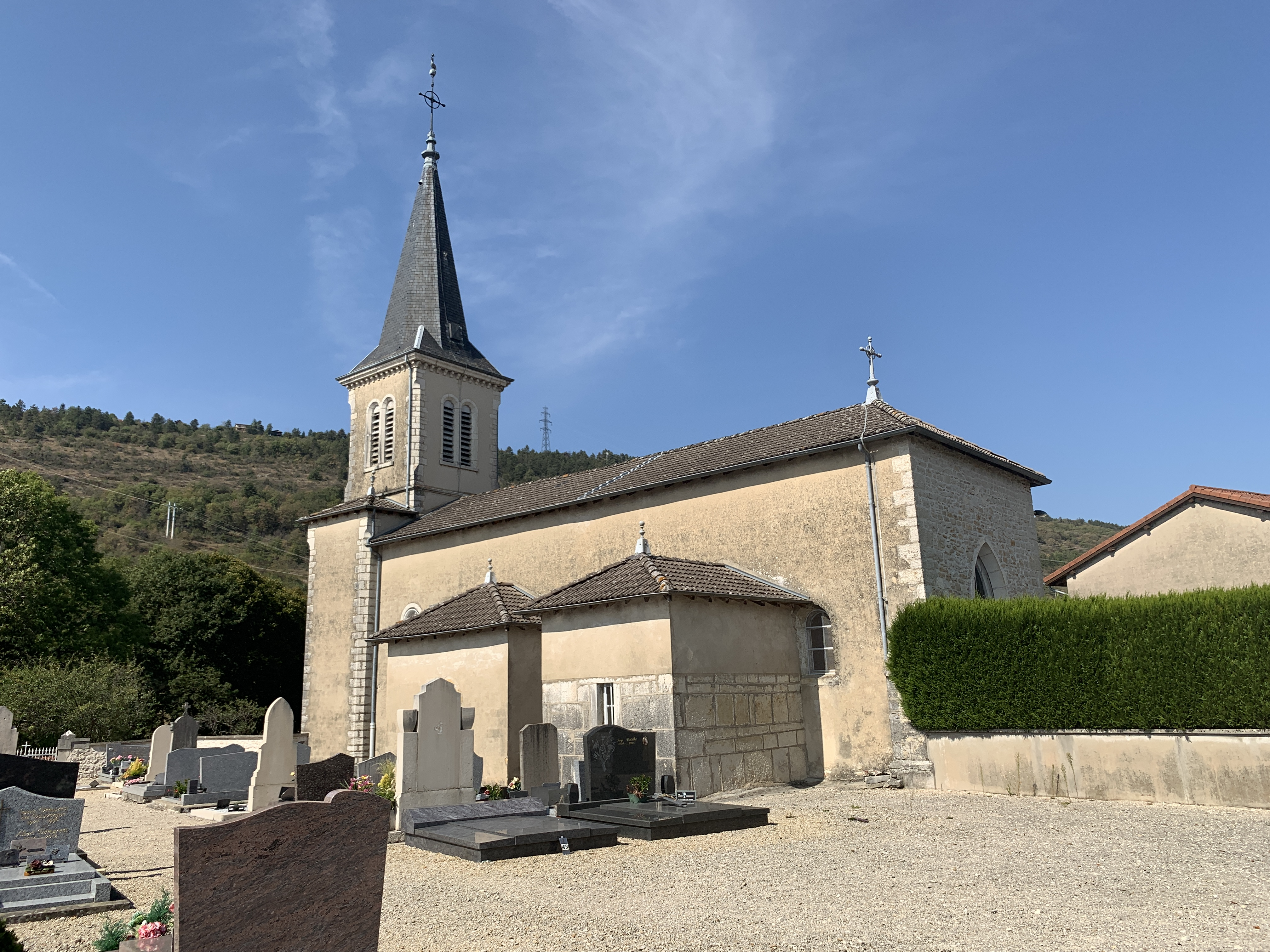
Kirche Saint-Martin
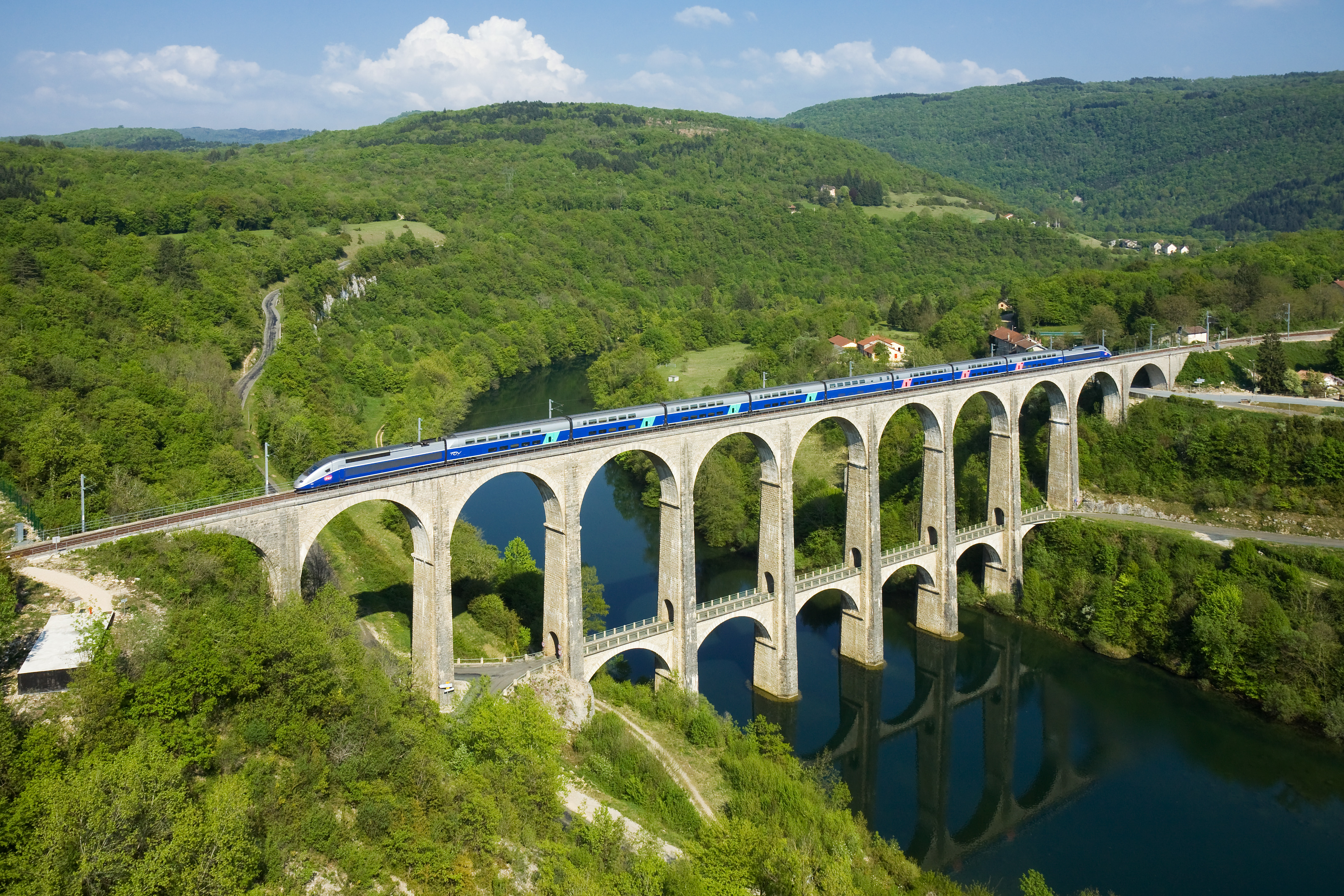
Cize-Bolozon-Viadukt
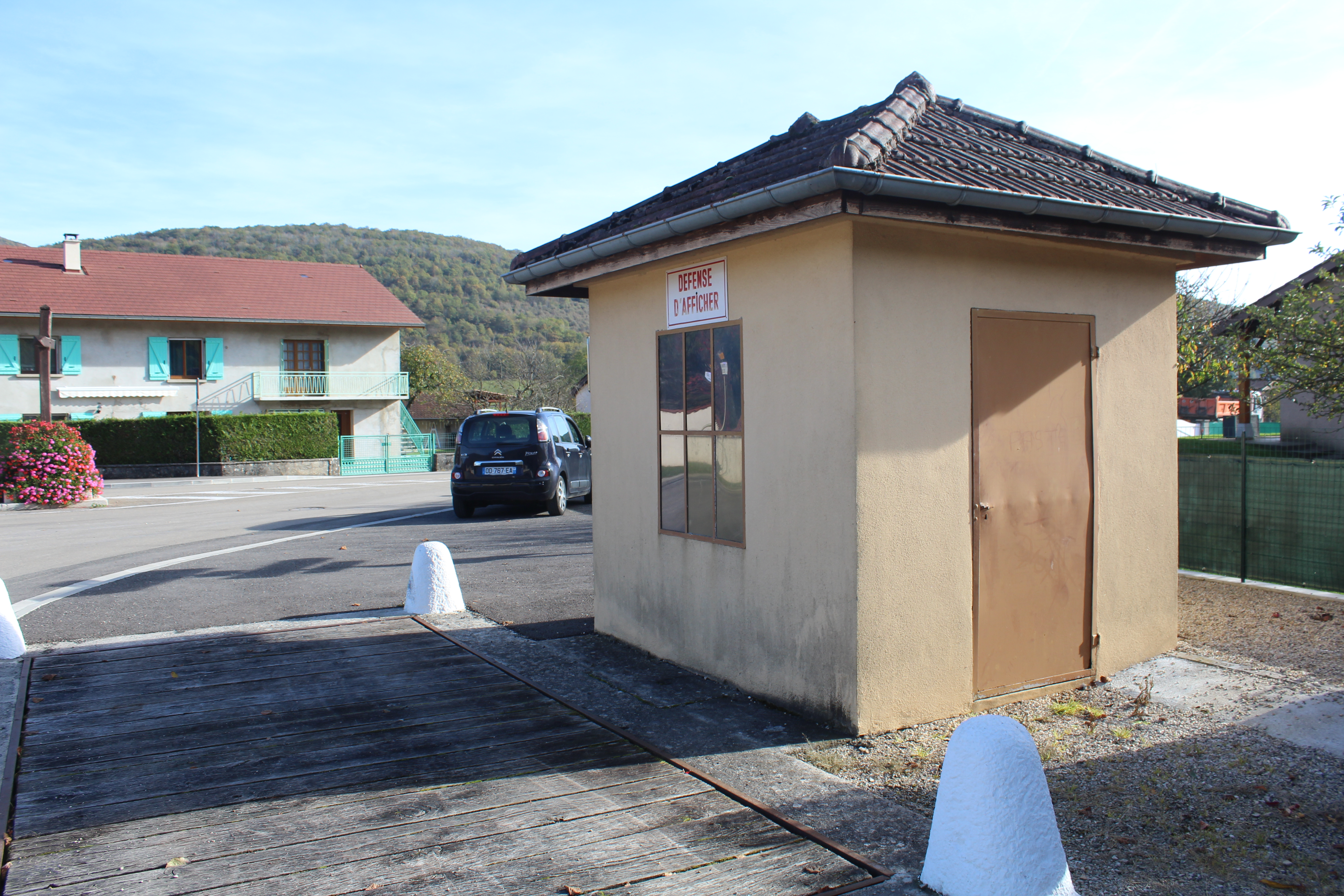
Ehemalige öffentliche Waage
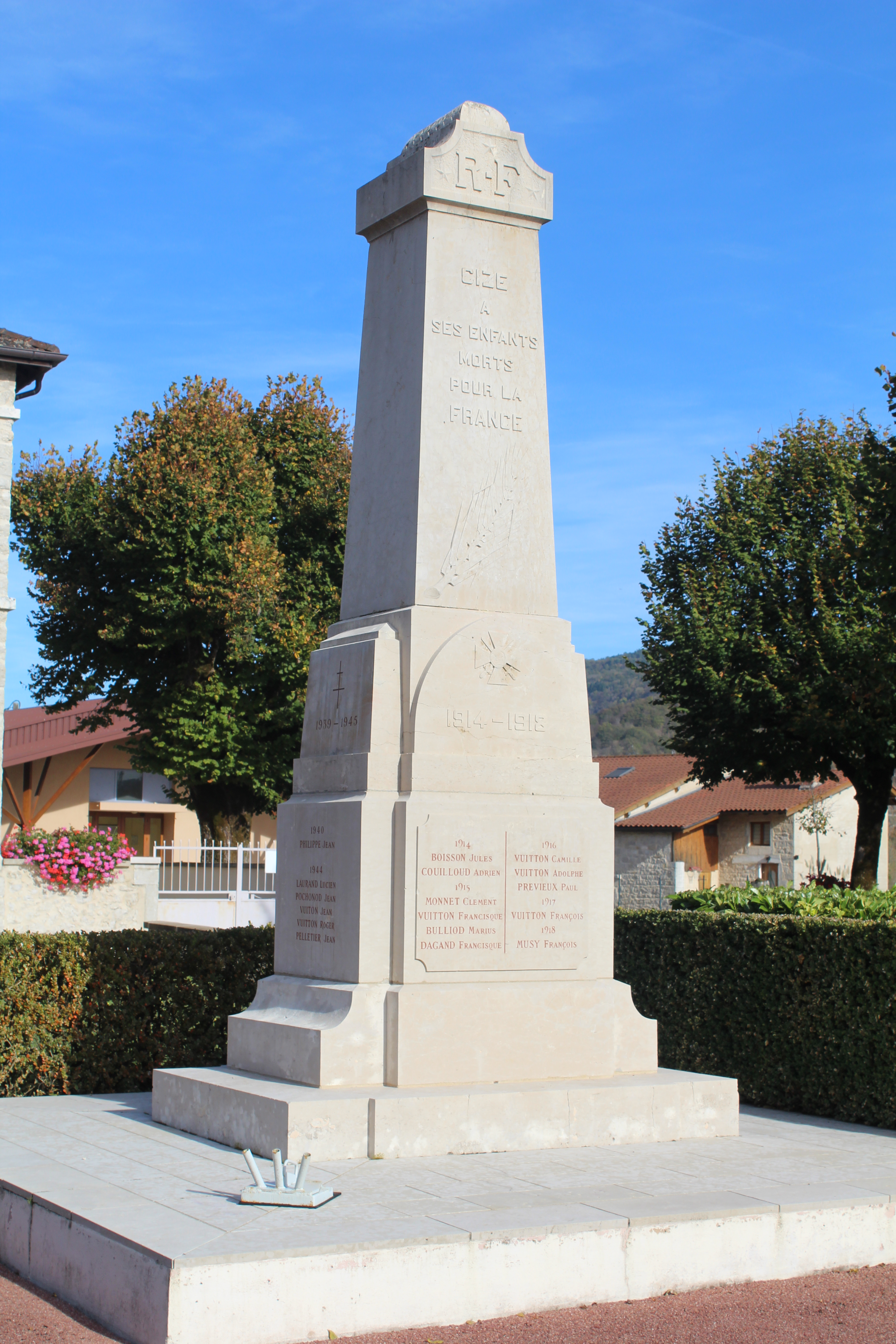
Gefallenendenkmal

- Kirche Saint-Martin
- Cize-Bolozon-Viadukt
- Ehemalige öffentliche Waage
- Gefallenendenkmal